# Liposcelis brunnea
Liposcelis brunnea  (лат.) — вид насекомых, описанный Виктором Ивановичем Мочульским в 1852 году. Принадлежит к семейству липосцелиды.

## Морфологическая характеристика
Цвет колеблется от равномерного бледно-жёлто-коричневого до равномерного средне-коричневого, с промежуточными средне-коричневым оттенком на постклипеусе и конечных сегментах брюшка и бледно-жёлто-коричневой окраской между ними. Сложный глаз самки с семью омматидиями.

## Распространение
Сеноед широко распространён в мире, в том числе найден в Европе, России, Канаде, Австралии. Родной ареал неизвестен; адвентивный вид. Населяет ветки и подстилку под хвойными деревьями и дубами, а также в жилых помещениях.

## Значение в природе и жизни человека
Насекомое вредит библиотекам и зернохранилищам.